# Airou
L'Airou est une rivière française de Normandie, affluent de la Sienne (rive gauche), dans le département de la Manche.

## Géographie
L'Airou prend sa source à l'est du territoire de la commune de La Trinité et prend la direction de l'ouest, puis rapidement du nord-ouest. Elle se joint aux eaux de la Sienne, à Ver, après un parcours de 30,5 km, entre pays coutançais et saint-lois.

## Bassin et affluents
Le bassin de l'Airou, au centre-sud du département de la Manche, avoisine le bassin d'un autre affluent de la Sienne, la Bérence, au nord-est, et le bassin direct du fleuve à l'est. Il jouxte le bassin de la Sée au sud et ceux de deux plus petits fleuves côtiers, le Thar et le Boscq à l'ouest.
Les principaux affluents sont : la rivière de l'Écluse en rive gauche entre La Lande-d'Airou et Le Tanu, la Douquette en rive droite entre La Lande-d'Airou et Champrepus, le ruisseau de la Hébarbe en rive droite entre Champrepus et Le Mesnil-Villeman et le Doucœur en rive gauche entre Le Mesnil-Rogues et La Meurdraquière.

## Communes traversées
- La Trinité (source),
- Rouffigny (en limite ; une ramification afflue à droite en provenance de cette commune),
- Bourguenolles,
- La Lande-d'Airou,

puis limite entre :
- Le Tanu, La Haye-Pesnel, Beauchamps, Le Mesnil-Rogues, La Meurdraquière, d'une part à l'ouest,
- Champrepus, Le Mesnil-Villeman, Le Mesnil-Amand, d'autre part à l'est ;

puis Ver (confluent avec la Sienne).

## Vallée de l'Airou
- Viaduc du Guibel (1869), sur les communes du Tanu et de La Lande-d'Airou.

## Organisme gestionnaire
L'Organisme gestionnaire est le SIAES ou Syndicat Intercommunal d'Aménagement et d'Entretien de la Sienne.

## Écologie, ZNIEFF et Natura 2000
L'Airou fait l'objet d'une ZNIEFF de type I décrite depuis 1999, sur dix-neuf communes : ZNIEFF 250020070 - L'Airou et ses affluents, ainsi que d'une zone Natura 2000 FR2500113 - Bassin de l'Airou.